# Culicoides monothecalis
Culicoides monothecalis är en tvåvingeart som beskrevs av Tokunaga 1962. Culicoides monothecalis ingår i släktet Culicoides och familjen svidknott. Inga underarter finns listade i Catalogue of Life.